# Tetramorium vexator
Tetramorium vexator är en myrart som beskrevs av Arnold 1926. Tetramorium vexator ingår i släktet Tetramorium och familjen myror. Inga underarter finns listade i Catalogue of Life.